# Siemens Mobility
Siemens Mobility (voorheen Siemens Transportation Systems), is een bedrijf dat deel uitmaakt van Siemens AG. Naast rollendmaterieelfabrikant is het bedrijf ook leverancier van verschillende delen van verkeersinfrastructuur. Het hoofdkantoor is gevestigd te Berlijn.

## Producten

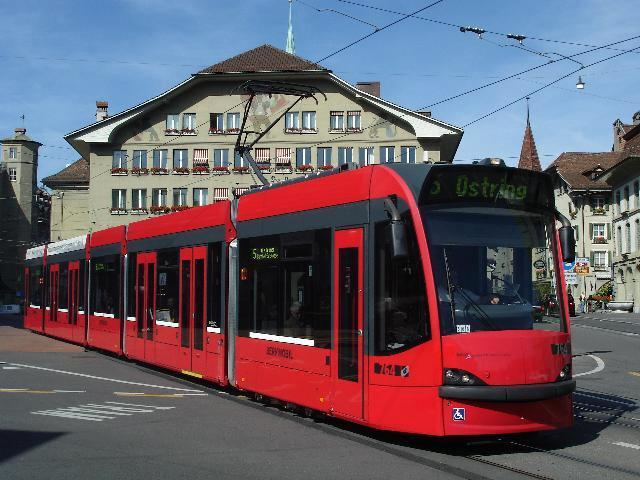
Combino in Bern

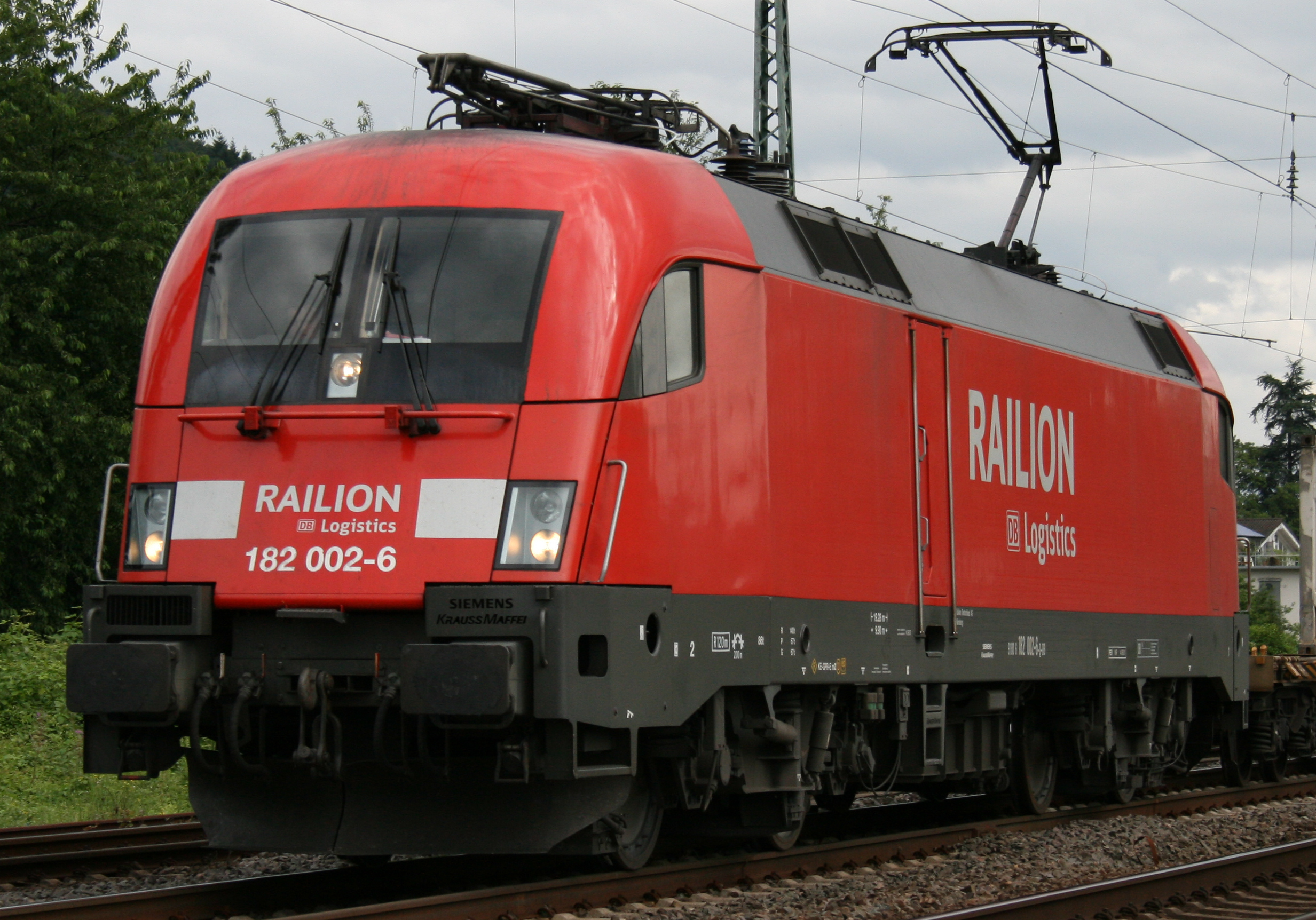
EuroSprinter ES 64 U2 / Baureihe 182

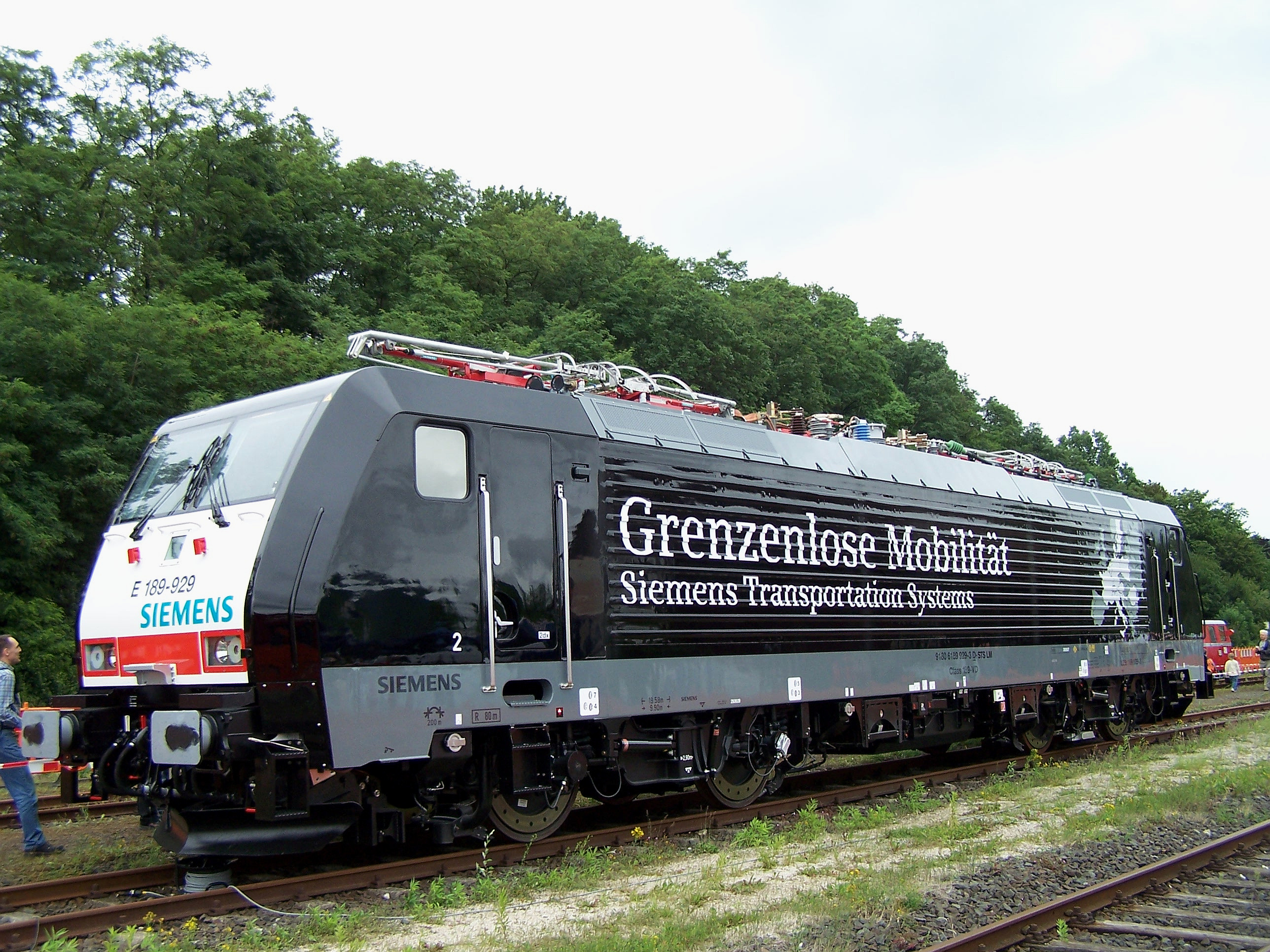
ES 64 F4 / Baureihe 189

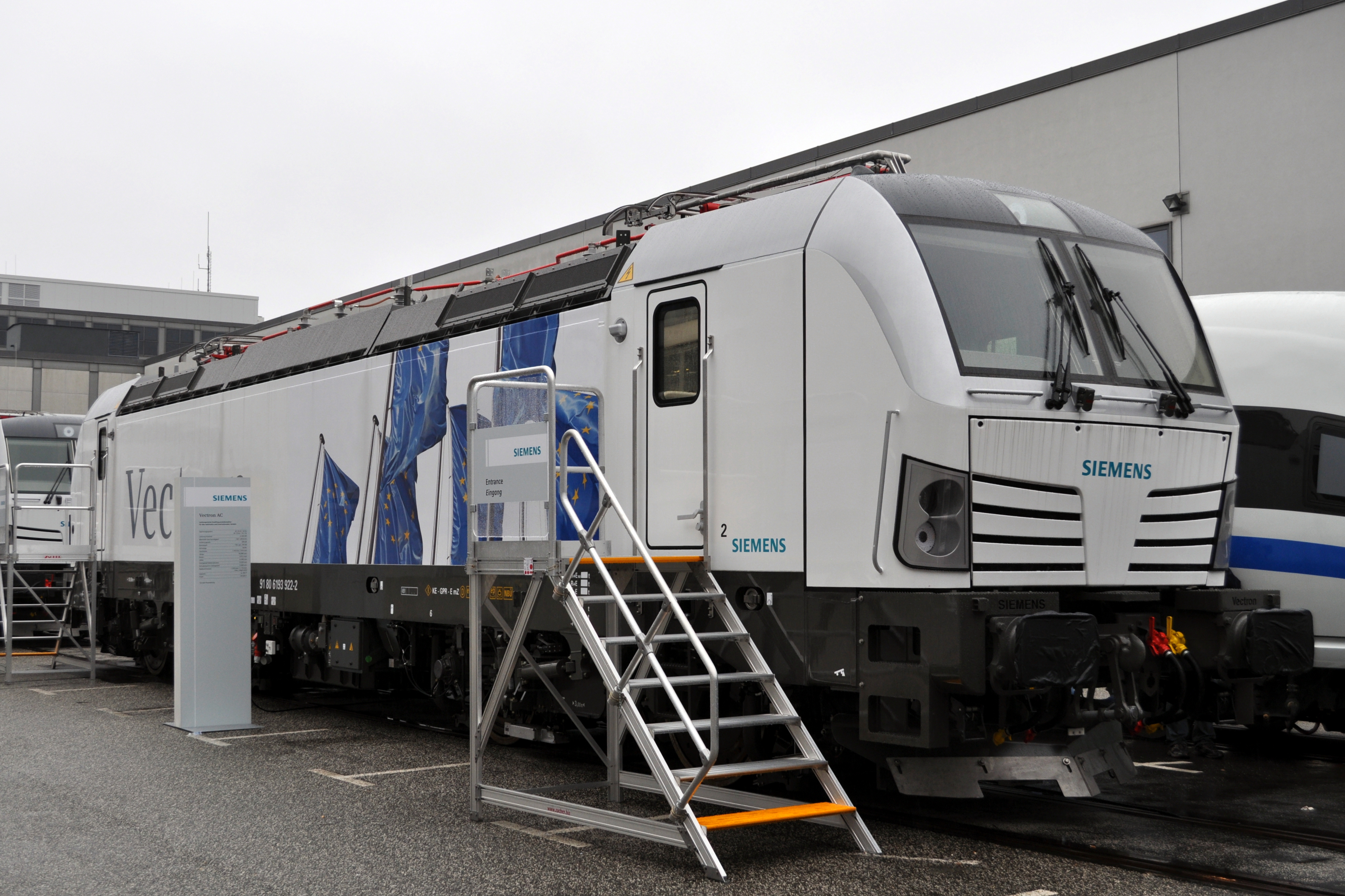
Siemens Vectron op InnoTrans 2010

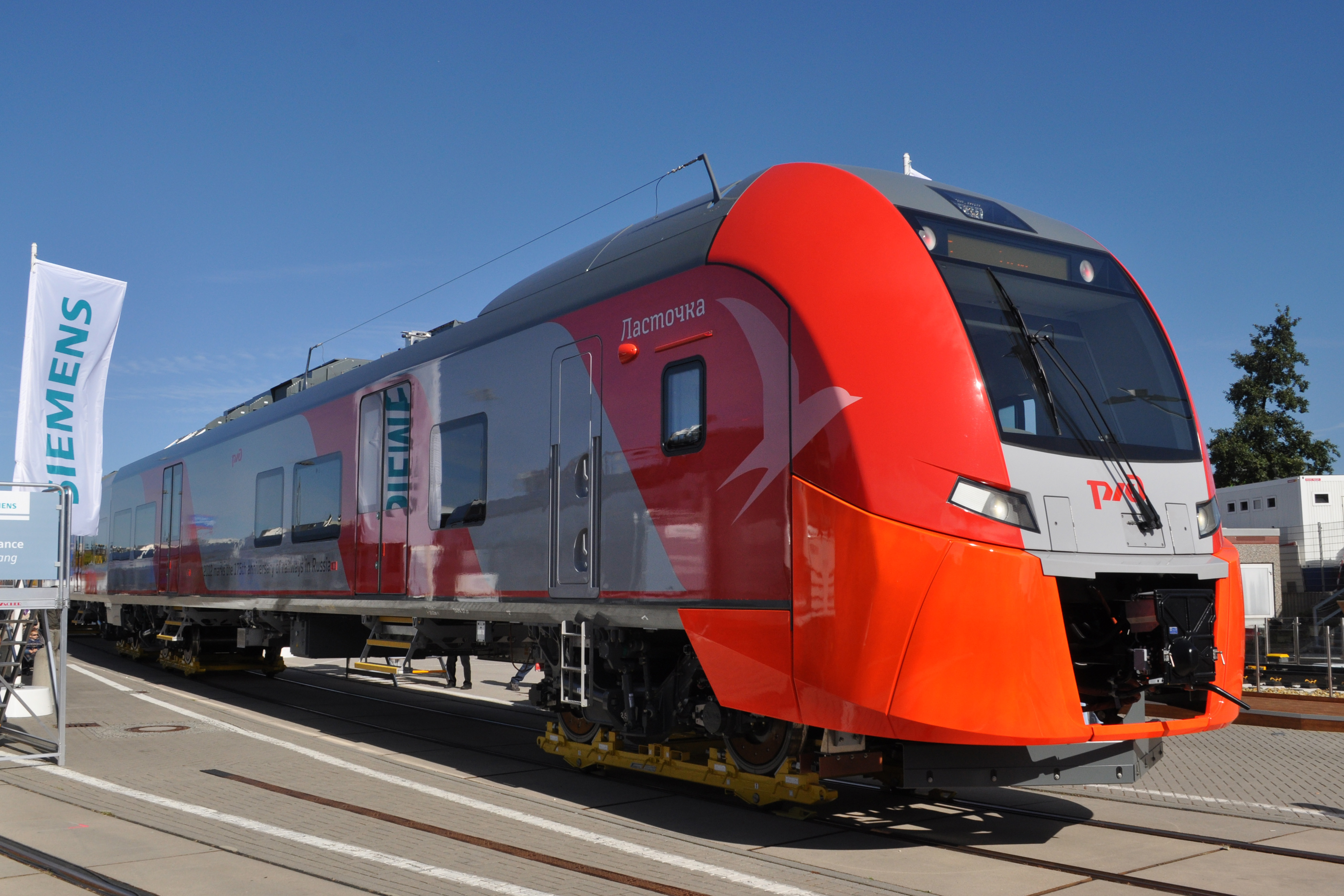
RŽD-ЭС1L "Lastotsjka" op InnoTrans 2012

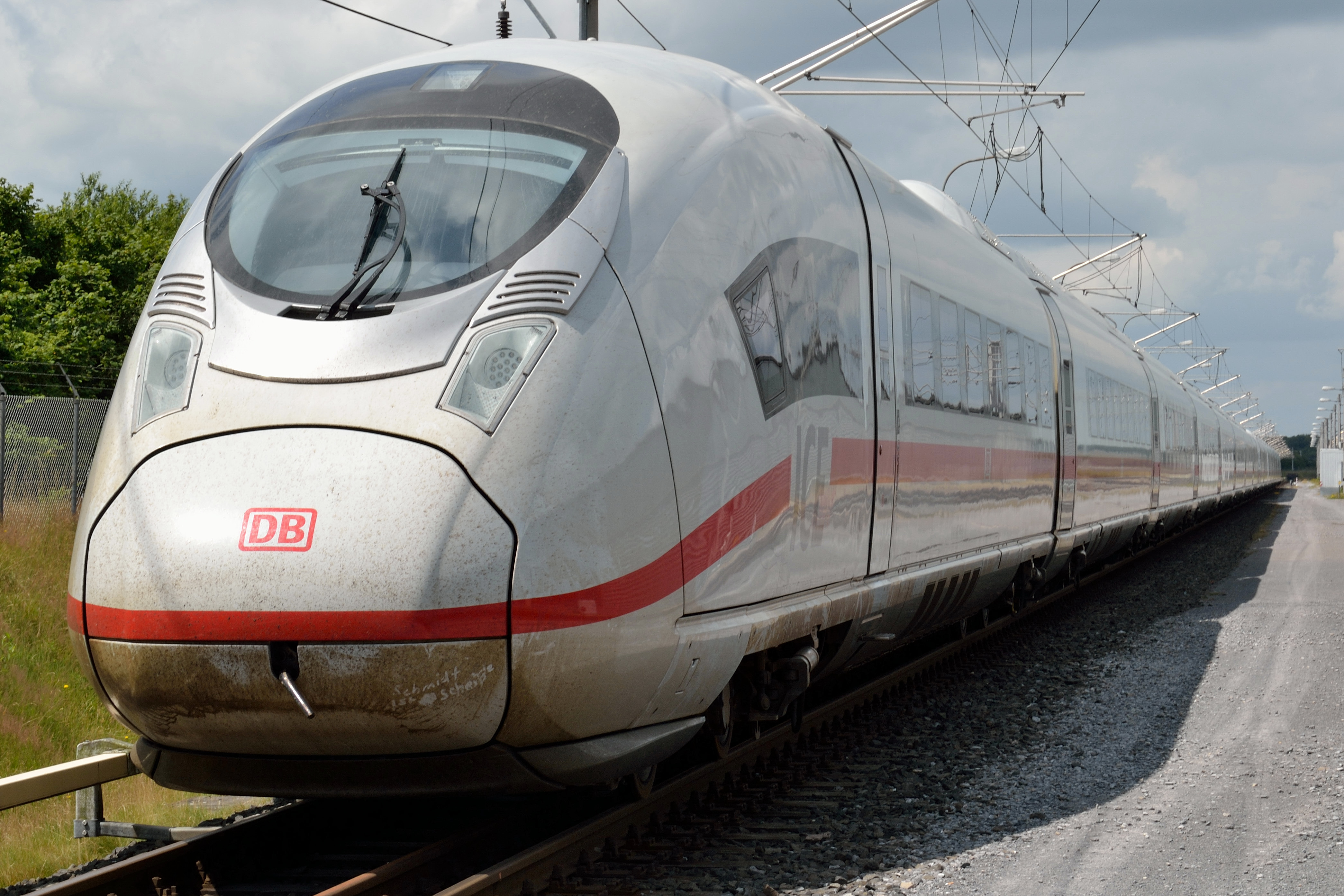
DB-Baureihe 407 te Wegberg-Wildenrath

### Trams en metro's
- Trams
  - Avenio (onder andere Haagse Avenio)
  - Combino (onder andere Amsterdamse Combino's)
  - Ultra Low Floor trams voor Wenen
  - Avanto (in de Verenigde Staten als Siemens S70)
- Metro
  - VAL; bandenmetrosysteem van dochteronderneming Matra
  - Inspiro voor Warschau
  - Type DT1, Type DT2 en Type DT3 voor de VAG (uitbater Metro van Neurenberg)
  - People movers (als SIPEM (Siemens People Mover))
  - H-Bahn (Dortmund) & SkyTrain (Düsseldorf); hangende monorail
  - Inspiro voor de Metro van Londen

### Locomotieven
| Platform          | Typenaam                      | Subversie                                 | Opmerkingen                                                          |
| ----------------- | ----------------------------- | ----------------------------------------- | -------------------------------------------------------------------- |
| EuroSprinter      | ES 64 P                       |                                           | prototype                                                            |
| EuroSprinter      | ES 64 F / DB Baureihe 152     |                                           | elektrische vierassige goederenlocomotief                            |
| EuroSprinter      | ES 64 F / DSB EG              |                                           | elektrische zesassige goederenlocomotief                             |
| EuroSprinter      | ES 64 F4                      | DB Baureihe 189                           | multicourante goederenlocomotief                                     |
| EuroSprinter      | ES 64 F4                      | DB Baureihe 189-CL                        | multicourante goederenlocomotief                                     |
| EuroSprinter      | ES 64 F4                      | SBB Re 474                                | multicourante goederenlocomotief                                     |
| EuroSprinter      | ES 64 F4                      | Hector Rail 441                           | multicourante goederenlocomotief                                     |
| EuroSprinter      | ES 64 U2 Taurus I/II          | Taures I / ÖBB Rh 1016                    | universele elektrische locomotief (~ 15 kV)                          |
| EuroSprinter      | ES 64 U2 Taurus I/II          | Taures II / ÖBB Rh 1116                   | universele wisselspanningslocomotief (~ 15 & 25 kV)                  |
| EuroSprinter      | ES 64 U2 Taurus I/II          | DB Baureihe 182                           | universele wisselspanningslocomotief (~ 15 & 25 kV)                  |
| EuroSprinter      | ES 64 U4 Taurus III           | Taures III / ÖBB Rh 1216                  | universele multicourante locomotief                                  |
| EuroSprinter      | ES 64 U4 Taurus III           | PKP EU 44                                 | universele multicourante locomotief                                  |
| EuroSprinter      | ES 64 U4 Taurus III           | Baureihe 183 (ES 64 U4-G)                 | universele wisselspanningslocomotief (~ 15 & 25 kV)                  |
| EuroSprinter 2007 | ES 64 U4-H / HLE 18           |                                           | universele multicourante locomotief, een variant van de ES64U4       |
| EuroSprinter 2007 | ER 20 CF / LG DE 20           |                                           | goederendiesellocomotief                                             |
| EuroSprinter 2007 | ES 46 B1-A / CP-Serie 4700    |                                           | elektrische locomotief                                               |
| Eurorunner        | ER 20 BU                      | ER 20 BU (passagiers) ER 20 BF (goederen) | diesellocomotief                                                     |
| Vectron           | Vectron MS                    |                                           | universele multicourante locomotief, opvolger van ES64F4 en ES64U4   |
| Vectron           | Vectron AC                    |                                           | universele wisselspanningslocomotief (~ 15 & 25 kV)                  |
| Vectron           | Vectron AC                    | VR Sr 3                                   | universele wisselspanningslocomotief, breedspoorvariant              |
| Vectron           | Vectron DC                    |                                           | universele gelijkstroomlocomotief (= 3.000 V)                        |
| Vectron           | Vectron DE                    |                                           | diesellocomotief                                                     |
| Vectron           | Amtrak Cities Sprinter ACS-64 |                                           | universele elektrische locomotief, gebaseerd op het Vectron platform |
| Overige           | E40AC                         | 45 × QR 3800 42 × PN 7100 13 × BMA 8800   | elektrische goederenlocomotief voor zware kolentreinen in Queensland |

### Treinstellen
- RegioSprinter; lightrail dieseltreinstellen
- Desiro Classic; elektrische en dieseltreinstellen
- Desiro UK; elektrische en dieseltreinstellen voor het Verenigd Koninkrijk
- Viaggio Light; elektrische treinstellen voor Israel Railways
- Desiro MainLine (ML); elektrische treinstellen
  - Trans regio 460
  - MR08 (NMBS)
  - ÖBB 4025 en GySEV 6025
  - RŽD-ЭС1L "Lastotsjka"; inzet vanuit Sint-Petersburg en tijdelijke inzet tijdens de Olympische Winterspelen 2014 te Sotsji
- Desiro Double Deck
  - SBB RABe 514; treinstellen voor S-bahn Zürich
- Sprinter Lighttrain (consortium met Bombardier Transportation); elektrische treinstellen voor de Nederlandse Spoorwegen
- Litra SA en Litra SE (consortium met Alstom); treinstellen voor de S-tog in Kopenhagen

### Hogesnelheidstreinen
- ICE 1 / DB Baureihe 401; als onderdeel van consortium
- ICE 2 / DB Baureihe 402; als onderdeel van consortium
- ICE 3 / DB Baureihe 403/406
- ICE 4 / DB Baureihe 412/812

- Velaro
  - Velaro D / ICE 3 / DB Baureihe 407
  - Eurostar e320
- Viaggio Light; rijtuigen in treinstam met een Taurus locomotief voor de ÖBB onder de naam Railjet
- Viaggio Next Level, elektrische treinstellen met slaap- en ligwagens (mini-suites) voor ÖBB Nightjet

### Overige
- Transrapid (magneetzweeftrein)

## Onderdelen
Binnen de onderneming zijn er vier afdelingen:
High Speed and Commuter Rail
Rollend materieel voor regionaal, langeafstands- en hogesnelheidstreinen (hoofdkantoor in Krefeld)
Metro, Coaches and Light Rail
Personenrijtuigen en rollend materieel voor spoorgebonden vervoer in steden (metro, tram, etc.) (hoofdkantoor in Wenen)
Locomotives and Components
Locomotieven en onderdelen (zoals aandrijfsystemen) (hoofdkantoor in München-Allach)
Customer Service and Transportation Solutions
Service en spoorwegautomatisering (hoofdkantoor in Berlijn)

## Vestigingen
- High Speed and Commuter Rail
  - Erlangen
  - Krefeld-Uerdingen; treinstellen
- Metro, Coaches and Light Rail
  - Wenen
  - Erlangen
  - Graz; draaistellen
  - Sacramento
  - Parijs
- Locomotives and Components
  - München Allach; locomotieven
  - Erlangen
  - Graz; draaistellen
  - Wenen
  - Aurangabad, India
  - Sacramento (Californië)
  - Jekaterinenburg
  - Zhuzhou

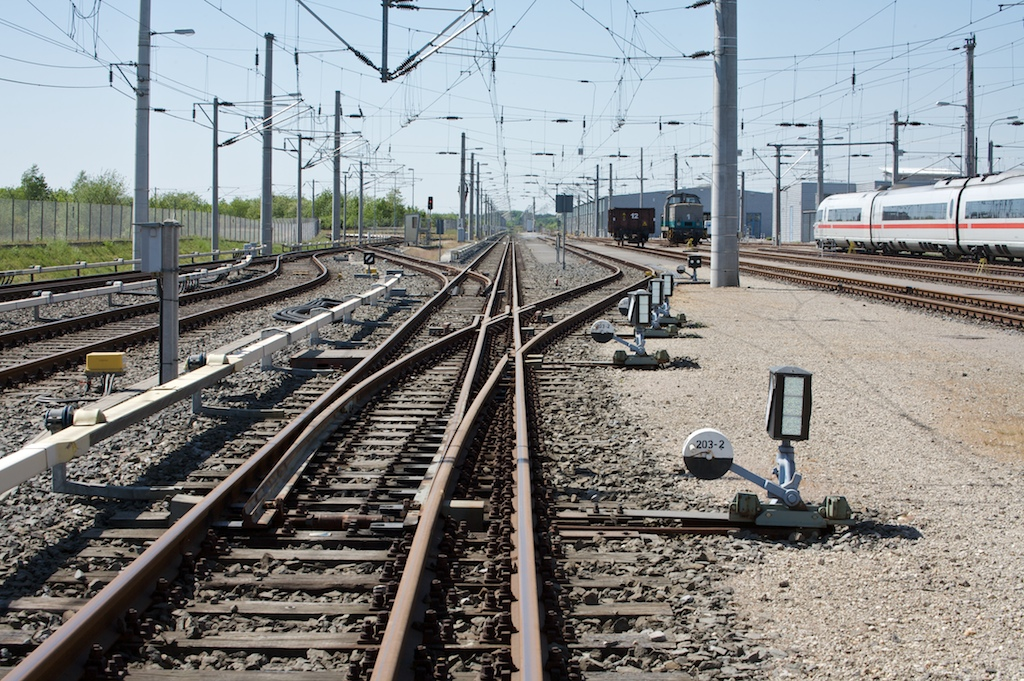
testcentrum Wegberg-Wildenrath

- Customer Service and Transportation Solutions
  - Berlijn
  - Erlangen
  - Siemens testcentrum Wegberg-Wildenrath

## Concurrenten
- Alstom
- Bombardier Transportation
- Stadler Rail